# Lennart Torstenson
Lennart Torstenson (17. august 1603 – 7. april 1651) var svensk general (1632), feltmarskal (1641), greve (1647), rigsråd og generalguvernør i Västergötland, Dal, Värmland og Halland. Han blev gift i 1633 med Beata De la Gardie (Johansdotter) (1612-1680). Lennart Torstensson var en af Gustav 2. Adolfs vigtigste militære rådgivere og reorganiserede det svenske artilleri.
Ved sin hurtige og overrumplende krigsførelse anses Lennart Torstenson for at have været en læremester for Karl 10. Gustav. Som menneske beskrives han i positive vendinger. Han havde ofte problemer med sine lejesoldater, som truede med mytteri på grund af udeblevet sold

## Biografi
Han blev født på Forstena gård i Västergötland. Han tilhørte en adelig familie, som stod i opposition til hertug Karl (Karl 9.), men ansattes ikke desto mindre som kammerpage hos Gustaf 2. Adolf. Sin første krigerske uddannelse fik han i kongens livlandske - og først og fremmest preussiske - felttog og blev 1629 oberst for artilleriet, i hvilken egenskab han udfoldede en betydelig virksomhed i omdannelsen og udviklingen.
Han kæmpede med berømmelse bl.a. ved Breitenfeld og Lech og blev general i 1632. I kampene samme år ud for Nürnberg blev han fanget og pådrog sig sygdom ved den hårde behandling under fangenskabet — frem for alt gigtsmerter, som han siden led af. I 1633 blev han udset og det følgende år udnævnt til rigstøjmester. 1635—40 deltog han under Banérs overkommando i den tyske krig, og 1641 blev han under et ophold i Sverige, og straks efter at han var blevet rigsråd, udnævnt til øverstbefalende i Tyskland. Han førte nu kommandoen 1641—1645 og udmærkede sig her på glimrende måde, først og fremmest ved hurtigheden i de militære bevægelser, så meget mere beundringsværdig, som han selv i reglen under marcherne måtte bæres på en båre, da hans gigtsmerter sædvanligvis forhindrede ham i at ride. Banér havde i den grad svækket Brandenburg og Sachsen, at disse stater ikke længere for alvor formåede at deltage i krigen mod Sverige, og Tostenson kunne da forlægge krigsbegivenhederne til kejserens arvelande Schlesien, Böhmen og Mähren. Han gjorde tre felttog ind i disse lande: efter det første indfald besejrede han i bund og grund Piccolomini 1642 ved Breitenfeld, efter det andet rykkede han ind i Danmark, som Sverige nu begyndte krigen mod. Inden første halvdel af 1644 var han fuldstændig herre over hele den jyske halvø; han vendte derefter tilbage til Tyskland, besejrede Matthias Gallas ved Jüterbog i Brandenburg og foretog 1645 det tredje indfald i Østrig, under hvilket han vandt en glimrende sejr ved Jankowitz i Böhmen og trængte frem lige til Wien. Den 1. december 1645 afgav han overkommandoen og vendte tilbage til Sverige.
1648—1651 var han generalguvernør i Sveriges vestlige grænseprovinser Västergötland, Dalsland, Värmland og Halland.